# Graszaadstengelgalmug
De graszaadstengelgalmug (Mayetiola schoberi) is een muggensoort uit de familie van de galmuggen (Cecidomyiidae). De wetenschappelijke naam van de soort is voor het eerst geldig gepubliceerd in 1958 door Barnes.